# Marianna Pepe
Marianna Pepe (Trieste, 13 febbraio 1979 – Muggia, 8 novembre 2018) è stata una tiratrice a segno italiana, specialista della carabina.
Ha gareggiato per il gruppo sportivo dell'Esercito italiano.

## Carriera
Iniziò la carriera sportiva nel 1992 alla TSN Opicina, allenata da Antonio Verlicchi. La sua specialità preferita era la carabina sportiva 3 posizioni, con la quale vinse 5 titoli nazionali tra il 2000 e il 2004. Si cimentava anche nel tiro da terra e nella carabina ad aria compressa, oltre che nella 50 metri 3 posizioni. In quest'ultima specialità  nel settembre 2005  fu 8ª al campionato europeo.
Nel 2008, dopo il ritiro agonistico, è uscita dal Gruppo sportivo dell'Esercito, continuando comunque a ricoprire il ruolo di caporal maggiore, di stanza a Opicina.
È morta il giorno 8 novembre 2018 a Muggia .